# Barrackpur
Barrackpur (alternativt Barrackpore eller Barakpur, bengali ব্যারাকপুর) är en stad längs Huglifloden i Indien. Den tillhör distriktet Uttar 24 Parganas i delstaten Västbengalen. Staden ligger 24 kilometer norr om Calcutta och ingår i dess storstadsområde. Folkmängden uppgick till cirka 150 000 invånare vid folkräkningen 2011.
I Barrackpur fanns en brittisk garnison redan från 1772 inhysta i baracker, vilket möjligen kan förklara stadens namn. År 1824 vägrade sepoytrupperna som var förlagde i staden att delta i ett uppdrag under Första anglo-burmesiska kriget (1824–1826), vilket ledde till att de flesta av dem blev fängslade eller dödade av de brittiska trupperna.
I staden fanns den brittiske generalguvernörens sommarresidens.
Idag finns i staden juteindustrier, sågverk och livsmedelsindustri. Det finns en flygplats för godstrafik och en jordbrukshögskola. Den internationella flygplatsen Netaji Subhash Chandra Bose International Airport finns i närheten.